# دلتا أماكورو
دلتا أماكورو (بالإنجليزية: Delta Amacuro)‏ هي ولاية في فنزويلا، بلغ عدد سكانها 167٬676 نسمة، في 2011، عاصمتها توكوبيتا، تبلغ مساحتها 40٬200 كيلومتر مربع.

## الموقع
تشترك في الحدود مع:
- موناغاس
- ولاية بوليفار
- باريما - ويني